# سیارک ۵۶۶۵
سیارک ۵۶۶۵ (به انگلیسی: 5665 Begemann، نامگذاری:1982BD13) پنج هزار و ششصد و شصت و پنجمین سیارک کشف شده‌است که در ۳۰ ژانویه ۱۹۸۲ کشف شد.
قدر مطلق سیارک برابر ۲۴.۵ است.